# Поляки (Орловский район)
Поляки — деревня в Орловском районе Кировской области. Входит в состав Орловского сельского поселения.

## География
Расположена на расстоянии примерно 11 км по прямой на запад от райцентра города Орлова.

## История
Известна с 1678 года как деревня на суходоле, в 1710 году 2 двора, в 1763 (Моисеевская) 49 жителей, в 1802 11 дворов. В 1873 году здесь (Моисеевская или Поляки) дворов 17 и жителей 139, в 1905 40 и 246, в 1926 (Поляки или Моисеевское ) 48 и 238, в 1950 61 и 196, в 1989 205 жителей. С 2006 по 2011 год входила в состав Подгороднего сельского поселения.

## Население
Постоянное население составляло 178 человек (русские 94%) в 2002 году, 162 в 2010.